# Sympycnus plagius
Sympycnus plagius är en tvåvingeart som beskrevs av Vanschuytbroeck 1952. Sympycnus plagius ingår i släktet Sympycnus och familjen styltflugor. Inga underarter finns listade i Catalogue of Life.